# Mengellang
Mengellang is de hoofdplaats van de Palause staat Ngarchelong, in het uiterste noorden van het hoofdeiland Babeldaob. 
Tussen Mengellang en het vissersdorpje Ollei, de noordelijkste nederzetting van Babeldaob, staan op een heuvel de stenen van Badrulchau, een geheel van 37 monolieten dat als gebedsplaats werd aangelegd door de oude Micronesiërs. Vanop de site heeft men een bekoorlijk panorama op de heuvels tussen Mengellang en de kust en op het kleine eiland Ngaregur uit de noordoostkust van Ngarchelong.

Iebukel · Mengellang · Ngebei · Ngeiungel · Ngerbau · Ngermetong · Ngriil · Ollei
Airai · Dongosaro · Hatohobei · Imeong · Kayangel · Kloulklubed · Koror · Melekeok · Mengellang · Mongami · Ngaramasch · Ngatpang Village · Ngchesar Hamlet · Ngercheluuk · Ulimang · Urdmang